# Subantarktisches Mode Water
Subantarktisches Mode Water (SAMW) (die deutsche Bezeichnung „Moduswasser“ ist noch nicht etabliert) ist eine bedeutende Wassermasse in den südlichen Ozeanen. Es entsteht auf der Nordseite der Antarktischen Zirkumpolarströmung (Antarctic Circumpolar Current, ACC), insbesondere in der Nähe der Subantarktischen Front (Subantarctic Front, SAF). Die Bildung erfolgt hauptsächlich im Winter durch starke Abkühlung der Meeresoberfläche und den Einstrom von kühlem, salzärmerem Oberflächenwasser nach Norden, was zu einer intensiven vertikalen Durchmischung führt. Das SAMW spielt eine entscheidende Rolle im globalen Klimasystem durch seinen Einfluss auf den Wärme-, Süßwasser- und Kohlenstofftransport.

## Forschungsgeschichte
In den 1970er Jahren beschrieb Michael S. McCartney zum ersten Mal das SAMW. Die ARGO-Ära revolutionierte die ozeanographischen Beobachtungen ab 2000,
IPCC-Sonderberichte integrieren als moderne Synthese SAMW-Dynamik in Klimaprojektionen.

## Eigenschaften und Identifikation
Der Begriff Mode Water bezeichnet Wassermassen, die sich durch besonders einheitliche physikalische Eigenschaften (wie Temperatur und Salzgehalt) über eine relativ große Tiefe auszeichnen. SAMW zeichnet sich durch ein ausgeprägtes Temperaturminimum und ein Salzgehaltsmaximum in etwa 400–800 Metern Tiefe aus, mit einer typischen Potenziellen Dichte (σ₀) zwischen 26,8 und 27,2 kg/m³, entstanden durch Verdunstung in den subantarktischen Zonen – starke Winde fördern die Oberflächenaustrocknung – und durch Vermischung mit salzreichem Subtropenwasser nordwärts der Subantarktischen Front (SAF). Diese hydrographischen Signaturen entstehen durch intensive winterliche Konvektion, die zu einer homogenen Wassersäule führt.
Moderne Studien zeigen, dass SAMW im Vergleich zu anderen Zwischenwassermassen überdurchschnittlich hohe Sauerstoffwerte aufweist. Dies liegt an seiner Entstehung durch winterliche Konvektion, bei der sauerstoffreiches Oberflächenwasser in Tiefen von 400–800 m eingemischt wird. Die Ursache ist ein direkter Gasaustausch mit der Atmosphäre während der Bildungsphase. Biogeochemische Analysen belegen zudem, dass SAMW als wichtiger Kohlenstoffspeicher fungiert, mit signifikanten jahreszeitlichen Schwankungen in der CO₂-Aufnahmekapazität.

## Bildungsprozesse

Mode Water in den Ozeanen nach Talley (2000)

Die Bildung von SAMW erfolgt primär in drei Hauptregionen:
- im Südostpazifik westlich von Chile,
- im Indischen Ozean südlich von Australien und
- im Atlantischer Sektor östlich von Argentinien.[4]

Schlüsselmechanismen der SAMW-Entstehung umfassen:
- Winterliche Abkühlung: Intensive Wärmeverluste an der Meeresoberfläche führen zur Destabilisierung der Wassersäule.[6]
- Windinduzierte Ekman-Transporte: sie verstärken die Konvektion durch divergente Strömungen.[8]
- Eddy-Aktivität: Mesoskalige Wirbel modulieren die Bildungsraten und die Eigenschaften des Meerwassers.[8]

Winterliche Abkühlung und divergente Strömungen treiben im Winter eine starke Konvektion der Mischschicht an und bilden dicke Wasserschichten mit gleichmäßiger Dichte und damit geringer potentieller Vortizität (PV). Das vertikal homogene SAMW wird dann von den tiefen Mischschichten an seinem Entstehungsort äquatorwärts in die Thermokline der südlichen subtropischen Wirbel transportiert und stellt eine der Hauptkomponenten des oberen Teils der globalen Umwälzzirkulation dar. Auf diese Weise belüftet und erneuert das SAMW die unteren Thermokline in allen drei subtropischen Wirbeln des Südpolarmeers. SAMW spielt somit eine entscheidende Rolle für das Erdklima, da es Kohlenstoff, Sauerstoff, Wärme und andere Stoffe aus der Atmosphäre aufnehmen und von der Oberfläche ins Ozeaninnere transportieren kann.
Neuere Arbeiten zeigen, dass die Meereis-Dynamik in der Antarktis zunehmend die SAMW-Bildung beeinflusst, insbesondere durch veränderte Süßwasserzuflüsse.

## Bedeutung für die Ozeanzirkulation
Das SAMW bildet einen wesentlichen Bestandteil der oberen Umwälzzirkulation der Weltmeere. Nach seiner Entstehung wird es äquatorwärts in die Thermokline der südlichen subtropischen Wirbel transportiert und trägt damit erheblich zum globalen Wärmetransport bei SAMW wirkt zudem als Sauerstofflieferant für mittlere Ozeantiefe, da es beim Absinken atmosphärischen Sauerstoff und Kohlendioxid aufnimmt. Die hohe Sauerstoffsättigung macht SAMW zu einem wichtigen Ventilationskanal für die Tiefsee.

## Rolle im globalen Klimasystem
SAMW wirkt als thermodynamische Brücke zwischen den polaren und subtropischen Regionen. Studien dokumentieren seinen Einfluss auf:
- die Meridionale Umwälzzirkulation (MOC): SAMW transportiert 15–20 Sverdrup (Sv) an Wärmefluss nordwärts;[14] gekoppelt ist es mit dem antarktischen Zwischenwasser (AAIW).

- Die Klimavariabilität: Es besteht eine nachweisbare Korrelation mit ENSO-Zyklen.[15] Das SAMW reagiert auf die Antarktische Oszillation (AAO), die (nicht-saisonale) Nord-Süd-Bewegung des Westwindgürtels, der die Antarktis umkreist und die mittleren bis höheren Breiten der südlichen Hemisphäre beherrscht.

- den Kohlenstoffkreislauf: pro Jahr nimmt das SAMW ~0.3 Pg C im Südpolarmeer auf.[7] Damit spielt es eine wichtige Rolle als Kohlenstoffsenke, indem es atmosphärisches CO₂ aufnimmt und im Ozean speichert. Modellstudien zeigen, dass sich bei einer Verdopplung des atmosphärischen CO₂-Gehalts die Dichte und der Salzgehalt des SAMW verringern würden, was die Fähigkeit zur CO₂-Aufnahme beeinträchtigen könnte[16].

## Aktuelle Veränderungen
Klimamodelle und Beobachtungen zeigen signifikante Trends:
- eine Erwärmung um 0,5 °C seit 1950 in Kerngebieten[17],
- eine Abnahme der Dichte um 0,05 kg/m³ pro Jahrzehnt durch Süßwassereinträge[12] und
- eine Volumenabnahme des SAMW. Aktuelle Studien deuten auf eine Abnahme des SAMW-Volumens im Zuge des Klimawandels hin, wobei regionale Unterschiede bestehen. Satelliten- und Argo-Daten zeigen eine Reduktion um ~10–15 % seit den 1980er Jahren, besonders im südöstlichen Pazifik und im Atlantik.[15] Die Ursachen liegen in einer verstärkten windgetriebenen Ausbreitung und in einer verringerten Konvektionstiefe.

Beobachtungen der letzten Jahre zeigen also, dass das SAMW tiefer und wärmer, allerdings weniger volumenreich geworden ist. Diese Veränderungen werden vor allem durch stärkere Winde verursacht, die die Durchmischung und das Absinken des SAMW verstärken. Der Großteil der Zunahme des Wärmegehalts in diesem Zeitraum ist auf die größere Schichtdicke zurückzuführen.
Diese Veränderungen beeinflussen direkt auch die ozeanische Wärmespeicherung, mit potenziellen Rückkopplungen für globale Klimamuster.

## Zukunft des Antarktischen Mode Waters (SAMW): Projektionen und Schlüsselfaktoren

### Haupttrends
Die zukünftige Entwicklung des SAMW wird maßgeblich durch den Klimawandel beeinflusst. Aktuelle Modellstudien und Beobachtungen zeigen folgende Trends und Projektionen (basierend auf CMIP6- und Beobachtungsdaten):
- Volumenabnahme:  Bis 2100 wird unter starken Emissionsszenarien (z. B. SSP5-8.5) ein Rückgang des SAMW-Volumens um 15–30 % projiziert.[13] Die Gründe sind: geringere Konvektionstiefe durch Erwärmung und Süßwassereintrag aus schmelzendem Meereis.

- Erwärmung und Dichteänderung:  Die Kernschicht des SAMW erwärmt sich um 0,1–0,3 °C pro Jahrzehnt (RCP4.5/8.5). Die Dichte (σ₀) nimmt ab (≈ −0,05 kg/m³ pro Jahrzehnt), was die Schichtung stabilisiert.[12]

- Regionale Unterschiede: Die stärkste Abnahme prognostizieren Studien für den Pazifik durch erhöhten Süßwasserzufluss und Windstress. Relativ stabiler ist das SAMW im Atlantik, es ist aber ein wärmer werdender SAMW-Kern zu beobachten.[15]

### Treiber der Veränderung
- Windänderungen: Eine Intensivierung der Westwinde verschiebt die Subantarktische Front polwärts, und in der Folge bildet sich SAMW in anderen Regionen.

- Meereisschmelze: Süßwassereintrag reduziert die Dichte des Meerwassers und hemmt winterliche Konvektion.

- Ozeanerwärmung: Oberflächenwasser wird stabil geschichtet, und es erfolgt eine weniger tiefe Durchmischung.

## Mögliche Klimafolgen
Die prognostizierten Veränderungen des SAMW könnten weitreichende Auswirkungen auf das globale Klimasystem haben:

### Schwächung der Ozeanzirkulation
- Die reduzierte SAMW-Bildung könnte die Atlantische Meridionale Umwälzströmung (AMOC) abschwächen, da weniger warmes Oberflächenwasser nach Norden transportiert wird.[19]
- Die Verbindung zum Antarktischen Bodenwasser (AABW) könnte gestört werden, was die globale thermohaline Zirkulation beeinflusst.[20]

### Veränderte Kohlenstoffaufnahme
- Die geringere Durchmischung des SAMW reduziert die CO₂-Aufnahme im Südpolarmeer um schätzungsweise 0,1-0,3 Pg C/Jahr.[7]
- Dies könnte zu einer positiven Rückkopplung im Klimasystem führen, da weniger anthropogenes CO₂ im Ozean gespeichert wird.

### Auswirkungen auf marine Ökosysteme
- Sauerstoffarme Zonen könnten sich ausdehnen, mit potenziell schwerwiegenden Folgen für das antarktische Nahrungsnetz.[14]
- Veränderte Nährstoffflüsse könnten wichtige Fischgründe in den subantarktischen Regionen beeinträchtigen.

### Einfluss auf die Antarktis
- Die veränderte Wärmeverteilung könnte die Schmelzraten antarktischen Schelfeises beeinflussen.[21]
- Regionale Unterschiede in der SAMW-Entwicklung könnten zu komplexen Mustern des Meeresspiegelanstiegs führen.

## Weitere Literatur
- Alberto C. Naveira Garabato, Loïc Jullion, David P. Stevens, Karen J. Heywood, Brian A. King: Variability of Subantarctic Mode Water and Antarctic Intermediate Water in the Drake Passage during the Late-Twentieth and Early-Twenty-First Centuries. In: Journal of Climate, Band 22 (2009), Ausgabe 13, S. 3661–3688. doi:10.1175/2009JCLI2621.1

- Corinne A. Hartin, Rana A. Fine, Igor Kamenkovich, Bernadette M. Sloyan: Comparison of Subantarctic Mode Water and Antarctic Intermediate Water formation rates in the South Pacific between NCAR-CCSM4 and observations. In: Geophysical Research Letters, Band 34 (2014), Ausgabe 2, S. 519-526. doi:10.1002/2013GL058728

- James W. Holte, Lynne D. Talley, Teresa K. Chereskin, Bernadette M. Sloyan: Subantarctic mode water in the southeast Pacific: Effect of exchange across the Subantarctic Front. In: Journal of Geophysical Research: Oceans, Band 118 (2013), Ausgabe 4, S. 2052-2066. doi:10.1002/jgrc.20144

- Emanuela Rusciano, Sabrina Speich, Michel Ollitrault: Interocean exchanges and the spreading of Antarctic Intermediate Water south of Africa. In: Journal of Geophysical Research: Oceans, Band 117 (2012), Ausgabe C10. doi:10.1029/2012JC008266

- Yuzhu You: Quantitative estimate of Antarctic Intermediate Water contributions from the Drake Passage and the southwest Indian Ocean to the South Atlantic. In: Journal of Geophysical Research: Oceans, Band 107 (2002), Ausgabe C4, S. 6-1-6-20. doi:10.1029/2001JC000880